# Rudolf Hein
Rudolf Branko Hein (* 29. November 1967 in Würzburg) ist ein deutscher römisch-katholischer Theologe, Priester und Chorherr des Prämonstratenserordens.

## Leben
Nach dem Abitur am Friedrich-Spee-Gymnasium in Geldern studierte Hein Katholische Theologie an der Westfälischen Wilhelms-Universität in Münster und am Heythrop College der University of London, wo er 1990 das Postgraduate Diploma in Pastoraltheologie ablegte. 1992 beendete er seine Studien in Münster mit dem Diplom in Katholischer Theologie.
1987 war er bereits in das bischöfliche Theologenkonvikt Collegium Borromaeum Münster eingetreten. Nach dem Studium wurde er zunächst Novize bei den Prämonstratensern in der Abtei Hamborn, Duisburg. Die Zeitliche Profess erfolgte 1993. Hein wurde 1999 durch Bischof Hubert Luthe zum Priester geweiht und im selben Jahr mit einer moraltheologischen Arbeit über das Gewissen bei Adrian von Utrecht, Erasmus von Rotterdam und Thomas Morus zum Doctor theologiae promoviert. Seine akademischen Lehrer und Betreuer der Dissertation waren Antonio Autiero und Herbert Vorgrimler.
Es folgten seelsorgerische Tätigkeiten in einer Gemeinde in Duisburg-Hamborn sowie im dortigen St.-Johannes-Krankenhaus. 2005 wurde er zum Prior der Abtei Hamborn ernannt und habilitierte sich nach Lehraufträgen an der Freien Universität Berlin, an der Universität des Saarlandes und an der Johannes Gutenberg-Universität Mainz im Jahr 2014 am Seminar für Moraltheologie der Katholisch-theologischen Fakultät der Westfälischen Wilhelms-Universität Münster mit einer tugendethischen Arbeit über Sparsamkeit. Als Gutachter fungierten Marianne Heimbach-Steins und Antonio Autiero.
Er vertrat bis zum Sommersemester 2016 den dortigen Lehrstuhl am Seminar für Moraltheologie. Seine Antrittsvorlesung im Mai 2015 trug den Titel Veritatis Splendor. Ästhetisch-ethische Schlaglichter auf die textile Hermeneutik Benedikts XVI. Im Wintersemester 2016/17 lehrte er Moraltheologie an der Universität Regensburg. Derzeit ist er Professor für Moraltheologie und Leiter des Fachbereichs „Spiritualität und Gesundheit“ an der Philosophisch-theologischen Hochschule Münster.
Zu seinen Lehr- und Forschungsschwerpunkten zählen die Fundamentalethik, die Geschichte der christlichen Ethik, Tugendethik sowie Spar-, Haus- und Wirtschaftsethik. Er war in einem Interview des Senders Bibel TV über Sparethik, dem Thema seiner Habilitationsschrift, zu sehen.

## Schriften (Auswahl)
Monographien als Autor
- „Gewissen“ bei Adrian von Utrecht (Hadrian VI.), Erasmus von Rotterdam und Thomas More. Ein Beitrag zur systematischen Analyse des Gewissensbegriffs in der katholischen nordeuropäischen Renaissance (= Studien der Moraltheologie, Bd. 10). Lit, Münster 1999, ISBN 978-3-8258-4235-2.
- Sparsamkeit. Tugendethik im oikonomischen Spektrum. Aschendorff Verlag, Münster 2016, ISBN 978-3-402-13141-1.

Monographien als Herausgeber
- mit Stephan Goertz und Katharina Klöcker: Fluchtpunkt Fundamentalismus? Gegenwartsdiagnosen katholischer Moral. Freiburg im Breisgau: Herder, 2013, ISBN 978-3-451-34140-3.

Aufsätze (Auswahl)
- Beweinter Biomüll? Notizen zur ethischen Stellung des menschlichen Leichnams, in: Paul-Chummar Chittilappilly (Hrsg.): Horizonte Gegenwärtiger Ethik. FS Josef Schuster SJ, Freiburg i.Br. 2016,  S. 664–679. ISBN 978-3-451-34875-4.
- Conscience: Dictator or Guide – Meta-Ethical and Biographical Reflections in the Light of a Humanist Concept of Conscience, in: Julie Clague/Bernard Hoose u. a. (Hrsg.): Moral Theology for the Twenty-First Century. Essays in Celebration of Kevin Kelly, London/New York 2008, S. 34–50. ISBN 978-0-567-62143-6.
- Individuelles Gewissen im Spannungsfeld von Loyalitätsanspruch und Transzendenzbezug – Thomas Morus und Heinrich VIII. In: Mariano Delgado/Volker Leppin/David Neuhold (Hrsg.): Ringen um die Wahrheit. Gewissenskonflikte in der Christentumsgeschichte (Studien zur christlichen Religions- und Kulturgeschichte 15), Freiburg i. Üe. 2011, S. 245–267. ISBN 978-3-17-021826-0.
- Complementing (Personal) Sustainability. Toward a Contemporary Virtue Ethics Approach to Frugality, in: Annali di studi religiosi 12 (2011), S. 47–61.
- Adrianus van Utrecht over gewetensvrijheid, in: Adelbert Denaux/Ton Meijers (Hrsg.): Paus Adrianus VI (1459–1523) (Theologische Perspectieven 10), Bergambacht 2012, S. 67–93. ISBN 978-94-90393-27-4.
- Der Gewissensbegriff John Colets im Spiegel origenischen Gedankenguts, in: Alfons Fürst, Christian Hengstermann (Hrsg.): Autonomie und Menschenwürde. Origenes in der Philosophie der Neuzeit (Adamantiana 2), Münster 2012, S. 81–138. ISBN 978-3-402-13711-6.